# Jeffrey G. Williamson
Jeffrey Gale Williamson (* 26. November 1935) ist ein US-amerikanischer Wirtschaftswissenschaftler und -historiker.

## Leben und Wirken
Jeffrey G. Williamson wurde im Tal des Connecticut River in Neuengland geboren und wuchs dort auf. Er legte 1957 an der Wesleyan University den Bachelor of Arts in Mathematik ab. An der Stanford University erlangte er 1959 den Master of Arts und 1961 den Ph.D. in Wirtschaftswissenschaften. Danach lehrte er an der Vanderbilt University und ab 1963 an der University of Wisconsin–Madison, wo er 1968 zum Professor berufen wurde. 1983 ging er an die Harvard University, wo er 1984 auf den Laird-Bell-Lehrstuhl berufen wurde. Von 1994 bis 1995 war er Präsident der Economic History Association und von 1997 bis 2000 Leiter des Departments of Economics der Harvard University. 2008 wurde er emeritiert.
Jeffrey G. Williamson lehrte und forschte als Gast an Universitäten und Hochschulen wie der Universität der Philippinen (1967–1968, 2011, 2012, 2013), dem Internationalen Institut für angewandte Systemanalyse (1978–1980), der Australian National University (1988, 2003, 2005, 2008, 2009, 2012), dem Europäischen Hochschulinstitut (1994–1995), dem Institut für Weltwirtschaft (1995, 2004, 2008), der Reichsuniversität Groningen (1995), der Handelshochschule Stockholm (2000), der Universität Kopenhagen (2000, 2007), der Universität Carlos III (2005, 2007, 2008, 2009), der École d’Économie de Paris (2008), der Universität Barcelona (2009), der Universidade de São Paulo, Brasilien (2009) und der Universidad de la República, Uruguay (2009, 2010). Er wurde mehrmals für seine Lehrtätigkeit ausgezeichnet, so zwei Mal mit dem Galbraith Prize der Harvard University (1985, 1994) und mit dem Hughes Prize der Economic History Association (2000).
Als Berater war und ist er unter anderem tätig für die Weltbank, den Internationalen Währungsfonds, das National Bureau of Economic Research, die Interamerikanische Entwicklungsbank, das Forschungsinstitut zur Zukunft der Arbeit und das Centre for Economic Policy Research.
Jeffrey G. Williamson ist seit 1958 mit Nancy geb. Penfield verheiratet und hat vier Kinder. Er wohnt in Madison, Wisconsin.

## Ehrungen
- 2005: Ehrendoktorwürde der Universität Carlos III, Spanien[2]
- 2010: Mitglied der Wisconsin Academy of Sciences[3]

## Schriften
Jeffrey G. Williamson ist Autor oder Mitautor von über 25 Büchern und etwa 200 wissenschaftlichen Artikeln.
- American growth and the balance of payments, 1820–1913. A study of the long swing. University of North Carolina Press, Chapel Hill 1964.
- mit Peter H. Lindert: American inequality. A macroeconomic history. Academic Press, New York 1980, ISBN 0-12-757160-4.
- Did british capitalism breed inequality? Allen and Unwin, Boston 1985, ISBN 0-04-942186-7. Neuauflagen: Routledge, London 2006, ISBN 0-415-37869-9 und Taylor and Francis, Hoboken 2013.
Spanisch: Capitalismo y desigualdad económica en Gran Bretaña. Aus dem Englischen von Ramón Serratacó. Ministerio de Trabajo y Seguridad Social, Madrid 1987, ISBN 84-7434-428-X.
- Inequality, poverty, and history. The Kuznets memorial lectures of the Economic Growth Center, Yale University. Blackwell, Cambridge 1991, ISBN 1-557-86118-8.
- mit Edwin Mills, Charles Becker: Indian urbanization and economic growth since 1960. Johns Hopkins University Press, Baltimore 1992, ISBN 0-8018-4179-8.
- mit Philippe Aghion: Growth Inequality and Globalization. Theory, History, and Policy. Cambridge University Press, Cambridge 1999, ISBN 978-0-521-65070-0.
- Winners and losers over two centuries of globalization. Wider, Helsinki 2002, ISBN 92-9190-310-8.
- mit Alan M. Taylor, Michael D. Bordo (Hrsg.): Globalization in Historical Perspective. University of Chicago Press, Chicago 2003, ISBN 0-226-06598-7.
- mit Timothy J. Hatton: What fundamentals drive world migration? Wider, Helsinki 2003, ISBN 92-9190-428-7.
- mit Timothy J. Hatton: Global migration and the world economy. Two centuries of policy and performance. MIT, Cambridge 2005, ISBN 0-262-08342-6. Neuauflage 2008.
- Globalization and the Poor Periphery Before 1950. MIT, Cambridge 2006, ISBN 0-262-23250-2.
- mit Larry Neal (Hrsg.): The Cambridge History of Capitalism. 2 Bände. Cambridge University Press, Cambridge 2014, ISBN 978-1-107-01963-8.

Artikel:
- mit Peter H. Lindert: English Workers’ Living Standards during the Industrial Revolution. A New Look. In: The Economic History Review. New Series, Vol. 36, No. 1, 1983, S. 1–25, DOI:10.2307/2598895.
- mit Matthew Higgins: Asian demography and foreign capital dependence. National Bureau of Economic Research, Cambridge 1996.
- mit William J. Collins: Capital goods prices, global capital markets and accumulation. 1870–1950. National Bureau of Economic Research, Cambridge 1999.
- mit Kevin H. O’Rourke: After Columbus. Explaining the global trade boom 1500–1800. National Bureau of Economic Research, Cambridge 2001.
- mit Timothy J. Hatton: Demographic and economic pressure on emigration out of Africa. Forschungsinstitut zur Zukunft der Arbeit, Bonn 2001.
- mit Michael A. Clemens: Wealth Bias in the First Global Capital Market Boom, 1870–1913. In: Economic Journal. 114, 2004, S. 311–344.
- mit Michael A. Clemens: Why Did the Tariff-Growth Correlation Change after 1950? In: Journal of Economic Growth. 9, 2004, S. 5–46.
- mit Timothy J. Hatton: A dual policy paradox. Why have trade and immigration policies always differed in labor-scarce economies? National Bureau of Economic Research, Cambridge 2005.
- History without evidence. Centrum für Europa-, Governance- und Entwicklungsforschung, Göttingen 2009.
- mit Peter H. Lindert: American Colonial Incomes, 1650–1774. National Bureau of Economic Research, Cambridge 2014.
- mit Timothy J. Hatton: Global economic slumps and migration. VOX, 2009 (online).